# Ферара (Потенца)
Ферара (итал. Ferrara) је насеље у Италији у округу Потенца, региону Базиликата.
Према процени из 2011. у насељу је живело 16 становника. Насеље се налази на надморској висини од 904 м.